# Poggio Bustone
Poggio Bustone település Olaszországban, Lazio régióban, Rieti megyében. Lakosainak száma 1959 fő (2023. január 1.). Poggio Bustone Leonessa, Rivodutri, Rieti és Cantalice községekkel határos.

## Népesség
A település lakossága az elmúlt években az alábbi módon változott:
| Lakosok száma | 2030 | 2024 | 1959 |
|               | 2017 | 2018 | 2023 |